# Armisticio del 22 de junio de 1940

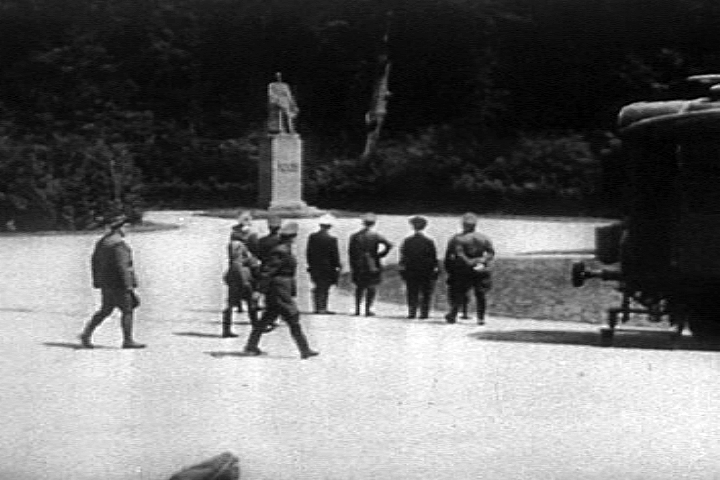
Hitler, en el centro del grupo, con la mano en el costado, y sus generales ante la estatua del mariscal de campo Ferdinand Foch antes de la firma del armisticio. A la derecha de la imagen puede verse una parte del vagón del armisticio.

El armisticio del 22 de junio de 1940 es el nombre de un acuerdo de cese de hostilidades entre las autoridades del Tercer Reich alemán y los representantes del gobierno francés del mariscal Pétain, en el marco de la Segunda Guerra Mundial, que fue firmado en Rethondes en dicha fecha, en el llamado vagón del armisticio (el mismo en el que se había firmado el armisticio del 11 de noviembre de 1918 que puso fin a la Primera Guerra Mundial). Por la delegación alemana asistieron, Hitler, Göring, Erich Raeder, Rudolf Hess, von Ribbentrop, Walther von Brauchitsch y Wilhelm Keitel. Paul-Otto Schmidt fue el traductor de Hitler. Por la delegación francesa estuvieron presentes Charles Huntziger, Léon Noël, Maurice Le Luc, Jean Marie Joseph Bergeret y Georges Parisot.
La batalla de Francia, iniciada el 10 de mayo de 1940, había mostrado el abrumador poderío bélico de la Wehrmacht alemana, ante la cual los ejércitos franceses y británicos, anclados en tácticas y estrategias propias de la Primera Guerra Mundial, no habían podido oponer una resistencia eficaz. De hecho, París había sido tomada por los alemanes el 14 de junio, mientras el gobierno francés presidido por Paul Reynaud se establecía en Burdeos. Al divulgarse la noticia de la caída de la capital francesa, diversos líderes políticos franceses abogaron para pedir de inmediato un armisticio a Hitler y romper la alianza con Gran Bretaña. Aunque Paul Reynaud y muchos de sus ministros se oponían a esta idea, los partidarios del cese de hostilidades impusieron su decisión en el Consejo de Ministros y consiguieron forzar la renuncia de Reynaud (quien prefería cesar en el gobierno a pedir la paz a los alemanes), sustituyéndolo por el hasta entonces Ministro de Estado Philippe Pétain, veterano mariscal de la Primera Guerra Mundial.
El nuevo gobierno, presidido ahora por Pétain, pidió a Hitler un armisticio. El III Reich aceptó y estableció en su respuesta las condiciones oficiales de la ocupación alemana de Francia, que resultó dividida en dos grandes zonas, la zona ocupada, bajo control alemán, y la llamada zona libre, bajo la autoridad de la Francia de Vichy.
Además de las dos zonas antes citadas, se distinguen los departamentos de Norte y Paso de Calais, que quedan unidos al Gobierno Militar alemán en Bélgica; una zona al este (Alsacia y Lorena) anexionada directamente al Reich, la llamada «zona prohibida» a lo largo de las costas del Canal de la Mancha y del Atlántico y una pequeña zona de ocupación italiana.
El avance aliado tras el desembarco de Normandía permitió desde junio de 1944 restablecer la soberanía francesa sobre su territorio nacional y poner fin al régimen colaboracionista del mariscal Pétain.

## Condiciones del Armisticio de Rethondes

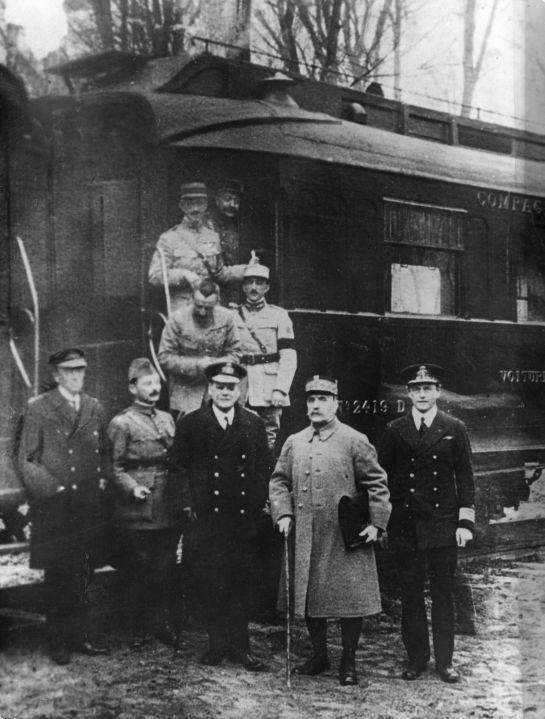
El vagón del armisticio tras la firma del Armisticio del 11 de noviembre de 1918 que puso fin a la Primera Guerra Mundial.

La delegación francesa estaba presidida por el general Charles Huntziger e incluyó a un civil, el embajador Léon Noël, habiendo recibido del general Maxime Weygand, nuevo ministro de Defensa, las instrucciones formales de rechazar tres posibles exigencias alemanas que serían completamente inaceptables: la ocupación total del territorio metropolitano, la entrega de la flota de guerra, y la instalación de soldados alemanes en territorio colonial francés.
Las condiciones del armisticio se hallan motivadas por las preocupaciones en esa época de Adolf Hitler: evidentemente se buscaba evitar de forma permanente que Francia sea una gran potencia militar y económica, pero a corto plazo se trataba de impedir que la flota francesa de guerra se uniese al Reino Unido, único país que queda por vencer, ya que un acuerdo de paz con el Reino Unido queda por ahora lejos de la realidad para el III Reich.
Por otro lado, Hitler no deseaba irritar ni al aliado italiano ni al potencial aliado español. Hitler tuvo un encuentro con Benito Mussolini el 18 de junio en Múnich para convencerle de que aceptase las instrucciones de Weygand, que había previsto. El Duce quería ocupar Francia hasta el río Ródano, apoderarse de la flota de guerra francesa y anexionar a Italia las zonas de Niza, Córcega y los dos departamentos franceses que conforman la Saboya histórica (Alta Saboya y Saboya), pero el Führer se negó a tomar decisiones que empujasen a los franceses a oponer una resistencia a ultranza contra el Eje, previendo que los franceses se lanzarían a combatir desesperadamente si Mussolini intentaba ejecutar sus proyectos expansionistas.
Es todo este conjunto de consideraciones complejas el que determinará las condiciones del acuerdo de armisticio, un texto breve de veinticuatro artículos, que contiene, entre otras, las siguientes cláusulas:
- Los prisioneros de guerra franceses (más de millón y medio de hombres) siguen en cautividad hasta la firma de un acuerdo de paz.
- El sector norte de Francia, así como toda su costa atlántica, quedan bajo la ocupación militar alemana, constituyendo la llamada zona ocupada, que abarca aproximadamente el 60 % del territorio. El resto constituye la llamada zona libre, es decir, la no ocupada por la Wehrmacht y situada bajo autoridad únicamente francesa, zona ubicada principalmente al sur del río Loira. Ambas zonas se hallaban separadas por la llamada línea de demarcación.
- Francia debe proveer el mantenimiento del ejército alemán de ocupación, sufragando sus gastos. El importe de dicho mantenimiento es fijado de forma casi discrecional por los alemanes, siendo, como media, de unos 400 millones de francos al día.
- En la zona libre, el ejército francés queda limitado a 10 000 hombres y dichas tropas quedan privadas de todo armamento pesado, así como de aviación de guerra.
- La soberanía francesa se ejerce sobre el conjunto del territorio, incluida la zona ocupada, Alsacia y Mosela, pero en la zona ocupada se estipula que Alemania ejerce «los derechos de la potencia ocupante», lo que implica que la Administración francesa «colabora» con ella «de una manera correcta».
- El Imperio colonial francés queda igualmente bajo la autoridad exclusiva del Gobierno francés.
- Los buques de guerra franceses deben acudir a sus puertos de amarre de períodos de paz, aunque alguno de ellos, como el de Brest, se hallase en la zona ocupada.
- Francia debe entregar a los refugiados políticos alemanes o austriacos refugiados en su territorio huyendo del nazismo.

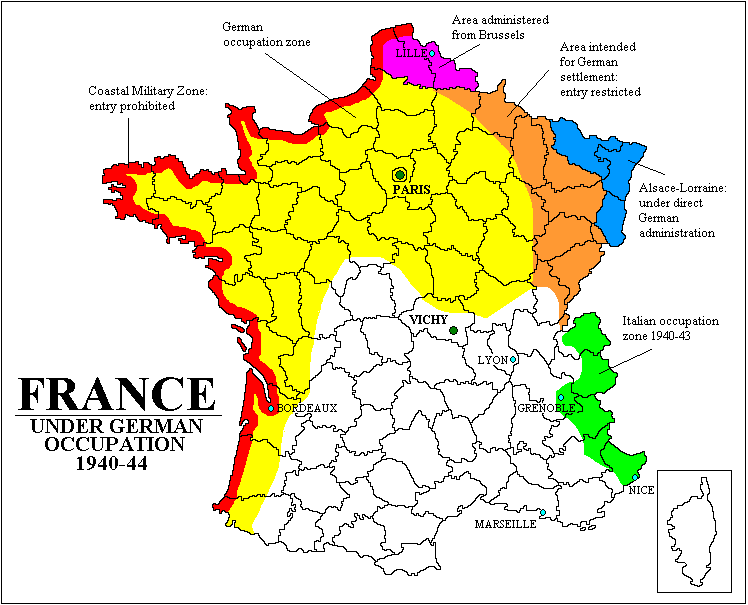
Mapa de la Francia resultante de las cláusulas del Armisticio. En rojo, la costa prohibida bajo jurisdicción militar alemana; el amarillo, la zona de ocupación militar alemana; el rosa la zona bajo administración del Gobierno Militar alemán de Bruselas; en naranja la zona de acceso restringido en el este; en azul Alsacia y Lorena, incorporadas de facto a Alemania; en verde, la zona de ocupación italiana; en blanco, la llamada zona libre administrada por la Francia de Vichy.

La elección de Hitler de permitir a la vencida Francia la conservación de su imperio puede parecer a día de hoy sorprendente. Hitler, en una carta a Mussolini, justifica la decisión (así como la de mantener una zona no ocupada), por el temor de no empujar a Francia y a su aún potente flota naval a la continuación de la guerra desde sus colonias (lo que además ciertamente fue propuesto por varios políticos franceses) o que se entregasen a los británicos. La Kriegsmarine alemana no estaba en condiciones para la conquista del vasto imperio colonial francés de ultramar, y el envío de tropas de la Wehrmacht a territorios ultramarinos alejados no entraba en los cálculos de Hitler. De hecho, con la excepción del África Ecuatorial Francesa y de Nueva Caledonia, las colonias francesas no se unirán ni a Charles de Gaulle ni a los Aliados en los meses siguientes al armisticio.
Por su parte, Churchill, enfrentado al riesgo insoportable de ver a la flota francesa fondear en sus puertos de matrícula ahora ocupados por el enemigo, según las cláusulas del armisticio, envía el 3 de julio de 1940 una flota británica para que plantee a la flota francesa que se encuentra fondeada en la base de Mazalquivir que se una a la Armada Real británica o que se dirija a las Antillas francesas.
El almirante francés al mando rechaza el ultimátum, sin informar al Gobierno de Vichy de todas las posibilidades planteadas en el mismo, especialmente la relativa a dirigirse a las Antillas para quedar a resguardo de los alemanes. Como consecuencia de esta negativa tiene lugar un combate naval, la batalla de Mers el-Kebir, en el transcurso de la cual son hundidos los principales buques franceses que se encuentran en la base.
El almirante François Darlan, que inicialmente había rechazado enviar a Brest a las unidades allí basadas en tiempo de paz y había ordenado a la totalidad de la flota francesa replegarse a las bases navales en el norte de África, modificó sus órdenes a raíz del ataque británico y ordena a la flota que fondee en el puerto metropolitano de Tolón (que quedaba en la zona libre) a fines del año 1940.
Por otro lado el Reino de Italia, a pesar de reivindicar los territorios del antiguo condado de Niza y la Saboya (que no había logrado conquistar en combate) debe contentarse con la ciudad mediterránea de Menton, la única población importante tomada por tropas italianas en su breve campaña contra Francia. El resto de territorios reivindicados no serán ocupados por el Regio Esercito italiano sino posteriormente, el 11 de noviembre de 1942, durante la invasión de la zona antes no ocupada.

## Controversias
El general Charles de Gaulle reprocha al mariscal Philippe Pétain  y, sobre todo, al general Maxime Weygand los principios mismos del armisticio porque prácticamente entregaba Francia atada de pies y manos al Tercer Reich. En su Llamamiento del 18 de junio de 1940, De Gaulle advertía a los franceses que «esta guerra no se limita al territorio de nuestro país, esta guerra es una guerra mundial», creyendo fundadamente que los Estados Unidos entrarán en la guerra y que unidos a los recursos de los imperios coloniales francés y británico lograrán el aplastamiento de la Alemania nazi.
La posterior discusión generada en Francia se refería a la posibilidad real de que el gobierno francés pudiese escapar a sus territorios coloniales de la Argelia francesa o al Protectorado Francés de Marruecos y desde allí continuar la guerra contra Alemania. Otros consideraban que, al ser totalmente dominada la metrópoli, el Imperio colonial francés debía seguir la suerte de aquella y acatar al nuevo gobierno basado en Vichy. Ciertamente algunos jefes militares franceses acuartelados en las colonias postulaban aún que «el Imperio puede salvar a Francia», pero prontamente cambiaron de actitud y aceptaron el Armisticio bajo la autoridad de Philippe Pétain.
Otra importante consecuencia fue la reducción de la mano de obra disponible para la economía francesa, en tanto cerca de un millón de soldados franceses apresados (en su gran mayoría soldados conscriptos), fueron mantenidos en cautiverio en Alemania hasta 1945, dedicados a trabajos forzados en la industria o en la agricultura.